# Zoophthora larvivora
Zoophthora larvivora är en svampart som beskrevs av Balazy 1993. Zoophthora larvivora ingår i släktet Zoophthora och familjen Entomophthoraceae.   Inga underarter finns listade i Catalogue of Life.